# Corral da Iglesia (Lubre)
Corral da Iglesia (en gallego y oficialmente, O Corral da Igrexa)  es una aldea española situada en la parroquia de Lubre, del municipio de Bergondo, en la provincia de La Coruña, Galicia.

## Demografía
| Gráfica de evolución demográfica de O Corral da Igrexa entre 2000 y 2018 |
|                                                                          |
| Datos según el nomenclátor publicado por el INE.                         |